# Tro Bro Leon 2022
La 39.ª edición de la clásica ciclista Tro Bro Leon fue una carrera en Francia que se celebró el 15 de mayo de 2022 con inicio y final en la ciudad de Lannilis sobre un recorrido de 207,8 kilómetros.
La carrera formó parte del UCI ProSeries 2022, calendario ciclístico mundial de segunda división, dentro de la categoría UCI 1.Pro y fue ganada por el francés Hugo Hofstetter del Arkéa Samsic. Completaron el podio, como segundo y tercer clasificado respectivamente, el italiano Luca Mozzato del B&B Hotels-KTM y Connor Swift del Arkéa Samsic.

## Equipos participantes
Tomaron parte en la carrera 22 equipos: 6 de categoría UCI WorldTeam invitados por la organización, 11 de categoría UCI ProTeam y 4 de categoría Continental. Formaron así un pelotón de 138 ciclistas de los que acabaron 84. Los equipos participantes fueron:
| WorldTeams (6)- AG2R Citroën Team - Cofidis - EF Education-Nippo - Groupama-FDJ - Intermarché-Wanty-Gobert Matériaux - Lotto Soudal ProTeams (11)- Alpecin-Fenix - Arkéa-Samsic - B&B Hotels p/b KTM - Bingoal Pauwels Sauces WB - Burgos-BH - Delko - Euskaltel-Euskadi - Equipo Kern Pharma - Rally Cycling - Total Direct Énergie - Uno-X Pro Cycling Team Equipos continentales (4)- BEAT Cycling - Riwal - Saint Michel-Auber 93 - Xelliss-Roubaix Lille Métropole |
| |

## Clasificación final
- La clasificación finalizó de la siguiente forma:[3]

| \| Clasificación general \| Clasificación general \| Clasificación general \| Clasificación general \| Clasificación general \| \| Ciclista \| Ciclista \| Equipo \| Tiempo \| \| \| --------------------- \| --------------------- \| --------------------- \| --------------------- \| --------------------- \| \| 1.º \| Hugo Hofstetter \| Arkéa-Samsic \| 5 h 07 min 15 s \| \| \| 2.º \| Luca Mozzato \| B&B Hotels-KTM \| + 0 s \| \| \| 3.º \| Connor Swift \| Arkéa-Samsic \| + 9 s \| \| \| 4.º \| Arnaud De Lie \| Lotto-Soudal \| + 30 s \| \| \| 5.º \| Samuel Watson \| Groupama-FDJ \| + 30 s \| \| \| 6.º \| Matis Louvel \| Arkéa-Samsic \| + 30 s \| \| \| 7.º \| Laurent Pichon \| Arkéa-Samsic \| + 30 s \| \| \| 8.º \| Morne van Niekerk \| Saint Michel-Auber 93 \| + 30 s \| \| \| 9.º \| Stan Dewulf \| AG2R Citroën Team \| + 30 s \| \| \| 10.º \| Matthieu Ladagnous \| Groupama-FDJ \| + 33 s \| \| |                    |                       |                 |
| |                    |                       |                 |
| Fuentes: ProCyclingStats Cycling Quotient Cycling Archives |                    |                       |                 |
| Clasificación general |                    |                       |                 |
| Ciclista | Ciclista           | Equipo                | Tiempo          |
| 1.º | Hugo Hofstetter    | Arkéa-Samsic          | 5 h 07 min 15 s |
| 2.º | Luca Mozzato       | B&B Hotels-KTM        | + 0 s           |
| 3.º | Connor Swift       | Arkéa-Samsic          | + 9 s           |
| 4.º | Arnaud De Lie      | Lotto-Soudal          | + 30 s          |
| 5.º | Samuel Watson      | Groupama-FDJ          | + 30 s          |
| 6.º | Matis Louvel       | Arkéa-Samsic          | + 30 s          |
| 7.º | Laurent Pichon     | Arkéa-Samsic          | + 30 s          |
| 8.º | Morne van Niekerk  | Saint Michel-Auber 93 | + 30 s          |
| 9.º | Stan Dewulf        | AG2R Citroën Team     | + 30 s          |
| 10.º | Matthieu Ladagnous | Groupama-FDJ          | + 33 s          |

## UCI World Ranking
La Tro Bro Leon otorgó puntos para el UCI World Ranking para corredores de los equipos en las categorías UCI WorldTeam, UCI ProTeam y Continental. Las siguientes tablas muestran el baremo de puntuación y los 10 corredores que obtuvieron más puntos:
| Posición              | 1.º | 2.º | 3.º | 4.º | 5.º | 6.º | 7.º | 8.º | 9.º | 10.º | 11.º | 12.º | 13.º | 14.º | 15.º | 16.º-30.º | 31.º-40.º |
| Clasificación general | 200 | 150 | 125 | 100 | 85  | 70  | 60  | 50  | 40  | 35   | 30   | 25   | 20   | 15   | 10   | 5         | 3         |

| Clasificación |                    |                      |         |
| Posición      | Ciclista           | Equipo               | General |
| ------------- | ------------------ | -------------------- | ------- |
| 1.º           | Hugo Hofstetter    | Arkéa Samsic         | 200     |
| 2.º           | Luca Mozzato       | B&B Hotels-KTM       | 150     |
| 3.º           | Connor Swift       | Arkéa Samsic         | 125     |
| 4.º           | Arnaud De Lie      | Lotto Soudal         | 100     |
| 5.º           | Samuel Watson      | Groupama-FDJ         | 85      |
| 6.º           | Matis Louvel       | Arkéa Samsic         | 70      |
| 7.º           | Laurent Pichon     | Arkéa Samsic         | 60      |
| 8.º           | Morne van Niekerk  | Saint Michel-Auber93 | 50      |
| 9.º           | Stan Dewulf        | AG2R Citroën         | 40      |
| 10.º          | Matthieu Ladagnous | Groupama-FDJ         | 35      |